# 六氟合钨(V)酸锂
六氟合钨(V)酸锂是一种无机化合物，化学式为LiWF6。

## 制备及结构
六氟合钨(V)酸锂可由碘化锂和六氟化钨在液态二氧化硫中反应制得。它具有LiSbF6构型，晶胞参数a=5.45 A, α=57.4°。

## 性质
六氟合钨(V)酸锂不稳定，在50 °C的真空中便会分解。它可以在次氯酸盐的碱性溶液中发生如下反应：
2 LiWF6 + ClO− + 14 OH− → 2 Li+ + 2WO42− + Cl− + 12 F− + 7 H2O